# Laurencije, protupapa
Protupapa Laurencije, katolički protupapa od 498. do 499., te od 501. do 506. godine. 